# 49 Batalion Ochrony Pogranicza
49 Samodzielny Batalion Ochrony Pogranicza – samodzielny pododdział Wojsk Ochrony Pogranicza.

## Formowanie i zmiany organizacyjne
49 Batalion Ochrony Pogranicza sformowany został w 1948 w strukturze 19 Brygady Ochrony Pogranicza.
Rozkazem Ministra Obrony Narodowej nr 205/Org. z 4 grudnia 1948, z dniem 1 stycznia 1949, Wojska Ochrony Pogranicza podporządkowano Ministerstwu Bezpieczeństwa Publicznego. Zaopatrzenie batalionu przejęła Komenda Wojewódzka Milicji Obywatelskiej.
Przeformowany w 1950 na 31 batalion Wojsk Ochrony Pogranicza. Dowództwo i sztab batalionu stacjonował w Nowym Sączu.

## Struktura organizacyjna
Dyslokacja 49 batalionu Ochrony Pogranicza przedstawiała się następująco :
- dowództwo batalionu i pododdziały sztabowe – Nowy Sącz
- 180 strażnica Ochrony Pogranicza – Muszynka
- 181 strażnica Ochrony Pogranicza – Muszyna
- 182 strażnica Ochrony Pogranicza – Żegiestów
- 183 strażnica Ochrony Pogranicza – Piwniczna
- 184 strażnica Ochrony Pogranicza – Szlachtowa